# Lusónica
Lusónica es el primer álbum recopilatorio de la banda argentina Babasónicos. El disco está compuesto con las canciones de sus cinco primeros álbumes: Pasto, Trance Zomba, Dopádromo, Babasonica y Miami.

## Lista de canciones
1. "Desfachatados" (Miami, 1999) - 3:53
2. "Montañas de agua" (Trance Zomba, 1994) - 3:28
3. "Gronchótica" (Dopádromo, 1996) - 3:34
4. "Paraguayana" (Miami, 1999) - 3:40
5. "4 AM" (Miami, 1999) - 4:04
6. "El Ringo" (Miami, 1999) - 3:24
7. "Zumba" (Dopádromo, 1996) - 3:42
8. "El adversario" (Babasónica, 1997) - 3:04
9. "El Sumum" (Miami, 1999) - 2:28
10. "Egocripta" (Babasónica, 1997) - 3:42
11. "Seis vírgenes descalzas" (Babasónica, 1997) - 2:55
12. "Malón" (Trance Zomba, 1994) - 3:58
13. "¡Viva Satana!" (Dopádromo, 1996) - 3:51
14. "Coralcaraza" (Trance Zomba, 1994) - 4:43
15. "Valle de Valium" (Miami, 1999) - 2:42
16. "Sharon Tate" (Babasónica, 1997) - 2:28
17. "La Roncha" (Miami, 1999) - 4:13
18. "D-Generación" (Pasto, 1992) - 3:49
19. "Vórtice" (Vedette, 2000) - 3:50
20. "La pincheta" (Groncho, 2000) - 3:04